# Ommatius lambertoni
Ommatius lambertoni là một loài ruồi trong họ Asilidae. Ommatius lambertoni được Bromley miêu tả năm 1942. Loài này phân bố ở vùng nhiệt đới châu Phi.